# Branche de Saxe-Cobourg-Bragance

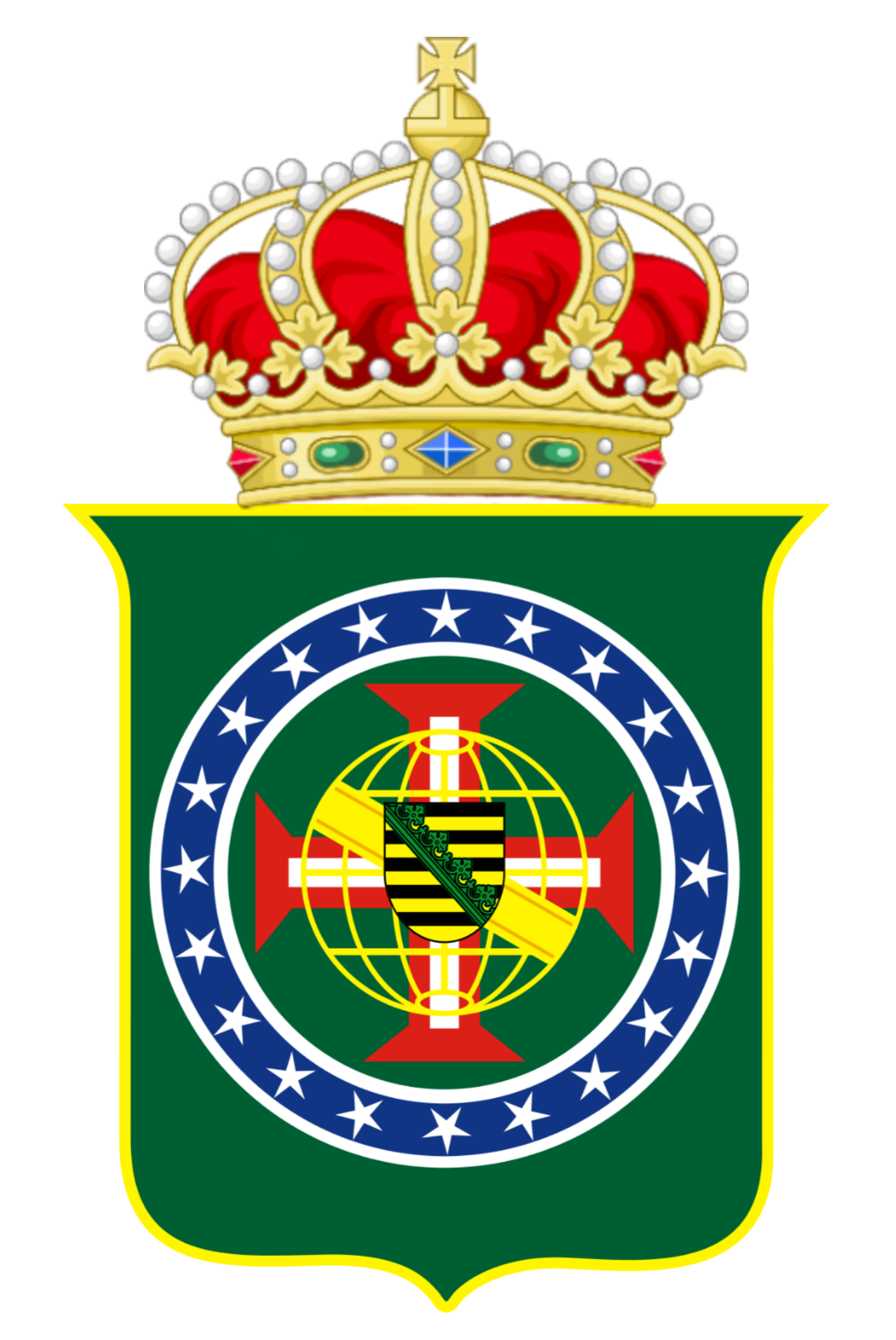
Armoiries de la branche de Saxe-Cobourg-Bragance.

La branche de Saxe-Cobourg-Bragance est l'une des branches de la famille impériale brésilienne, ayant pour origine le mariage de la princesse Léopoldine du Brésil avec le prince Auguste de Saxe-Cobourg-Kohary.
La branche est née du mariage de la princesse Léopoldine du Brésil, fille de l'empereur Pierre II du Brésil, avec le prince Auguste de Saxe-Cobourg-Kohary, célébré le 15 décembre 1864. De cette union sont nés quatre enfants. Cependant, seuls les deux aînés, Pierre et Auguste, ont conservé la nationalité brésilienne. Pierre n'ayant pas de descendance, la direction de la branche est passée aux descendants de son frère, déjà décédé à sa mort.

## Chefs de la branche de Saxe-Cobourg-Bragance
1. Léopoldine du Brésil (1847-1871), fille de l'empereur Pierre II et de l'impératrice Thérèse-Christine.
2. Pierre de Saxe-Cobourg-Gotha (1871-1934), fils aîné de la princesse Léopoldine et du prince Auguste de Saxe-Cobourg-Kohary.
3. Theresa de Saxe-Cobourg-Gotha (1934-1990), fille du prince Auguste et de l'archiduchesse Caroline Marie de Habsbourg-Toscane.
4. Carlos Tasso de Saxe-Cobourg-Gotha (depuis 1990), fils de la princesse Theresa et du baron Lamoral Taxis de Bordogna et Valnigra.